# Cryptanura azteca
Cryptanura azteca là một loài tò vò trong họ Ichneumonidae.